# ابوتسفورد، بریتیش کلمبیا

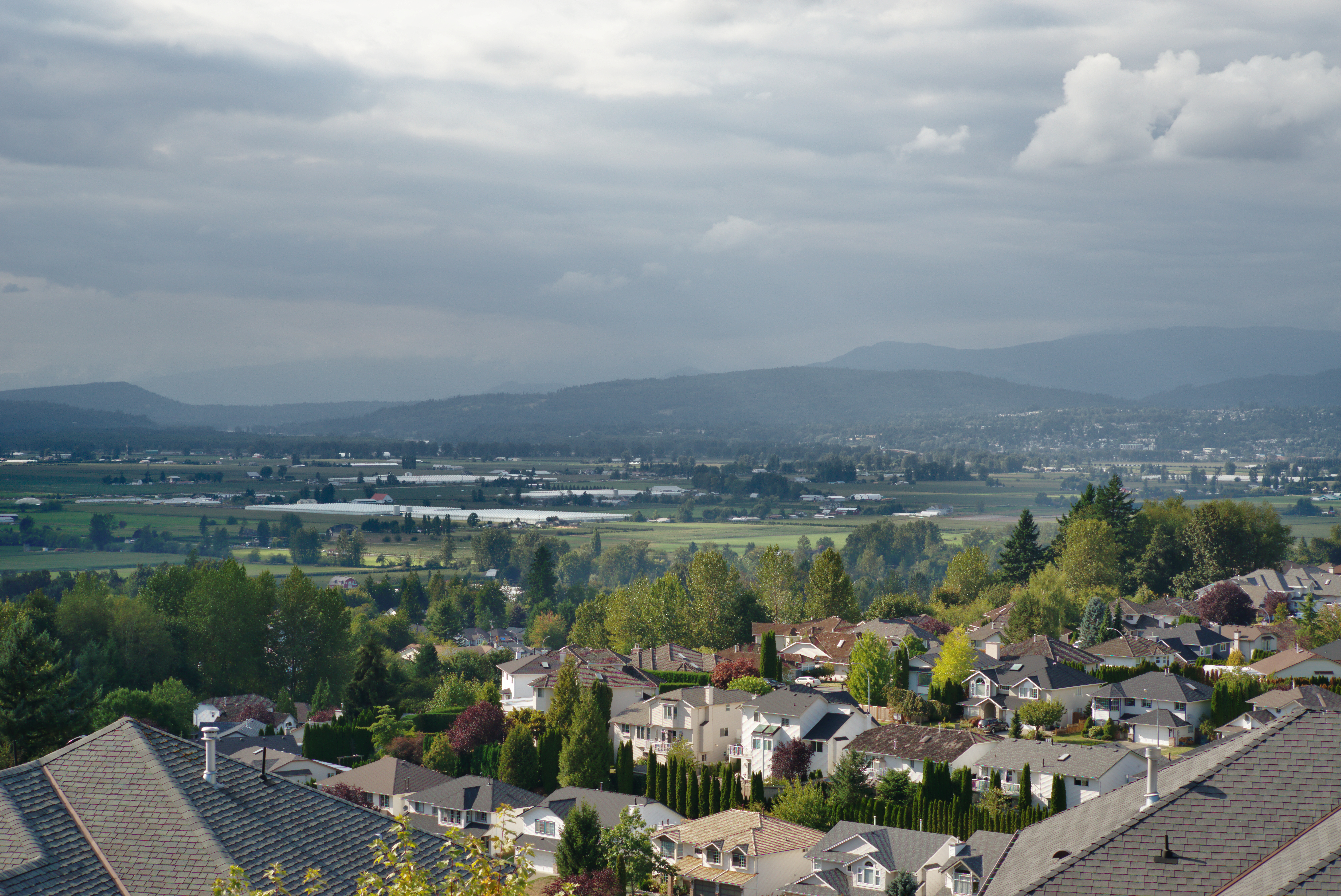
منظری از شرق ابوتسفورد

ابوتسفورد (به انگلیسی: Abbotsford) شهری است در منطقه فریزر ولی، استان بریتیش کلمبیای کانادا که در مجاورت ونکوور بزرگ واقع شده‌است.
ابوتسفورد با جمعیت ۱۳۳٬۴۹۷ نفر در سرشماری سال ۲۰۱۱، بزرگترین شهر منطقه فریزر ولی و پنجمین شهر بزرگ بریتیش کلمبیا خارج از ونکوور بزرگ است.
منطقهٔ کلان‌شهری ابوتسفورد-میشن مطابق سرشماری ۲۰۱۱ حدود ۱۷۰٬۱۹۱ نفر جمعیت دارد که ۲۳مین منطقه بزرگ شهری به لحاظ جمعیت در کانادا است. ابوتسفورد پس از تورنتوی بزرگ و ونکوور بزرگ، سومین بالاترین نسبت اقلیت‌های قومی قابل مشاهده در میان مناطق کلان‌شهری در کانادا را دارد.
همچنین با توجه به گزارش اداره آمار کانادا، این شهر به عنوان سخاوتمندترین شهر کانادا از نظر کمک‌های خیریه برای نه سال متوالی نامگذاری شده‌است.
ابوتسفورد با ۳۷۵٫۵۵ کیلومتر مربع (۱۴۵٫۰۰ مایل مربع) بزرگترین شهر منطقه در بریتیش کلمبیا است.
در این شهر دانشگاه فریزر ولی (UFV)، مرکز نمایشگاه‌های تجاری فریزر ولی (TRADEX) و فرودگاه بین‌المللی ابوتسفورد، که میزبان نمایشگاه بین‌المللی هوایی ابوتسفورد است قرار دارد.
مرز جنوبی منطقه شهری ابوتسفورد، مرز ایالات متحده و کانادا است که به سوماس در ایالت واشینگتن متصل است. در کانادا، از غرب به لنگلی، از شمال به رودخانه فریزر و ناحیه میشن و از شرق به شهر چیلیوک محدود می‌شود. اغلب محلات ابوتسفورد از دید زیبای کوه بیکر در واشینگتن (به سمت جنوب شرقی) و کوه‌های کوست (در شمال) برخوردارند.